# Albertonykus
 Albertonykus  ist eine Gattung sehr kleiner theropoder Dinosaurier aus der Oberkreide (frühes Maastrichtium) von Nordamerika.
Die zu den Alvarezsauridae – eine Gruppe wahrscheinlich insektenfressender Dinosaurier – gestellte Gattung ist bisher lediglich aus der kanadischen Provinz Alberta bekannt. Die einzige beschriebene Art (Typusart) Albertonykus borealis ist etwa von Haushuhngröße und mit Schwanz etwa 75 Zentimeter lang. Damit ist sie die kleinste bislang in Nordamerika entdeckte Dinosaurierart.
Der Name Albertonykus leitet sich von dem Fundort Alberta und dem griechischen onyk für „Kralle“ ab. Der zweite Teil des Artnamens, borealis, leitet sich von dem griechischen borealis für „nördlich“ ab.

## Fossilfunde und Systematik
Alvarezsauriden sind in Nordamerika nur von wenigen Fossilfunden bekannt. Der bislang einzige Fund von Albertonykus kommt aus den Sedimentgesteinen der für ihren Fossilreichtum bekannten Horseshoe-Canyon-Formation nahe der Stadt Red Deer im Südwesten Kanadas. Es handelt sich im Wesentlichen um die Vorder- und Hintergliedmaßen von mindestens zwei Individuen aus dem „Albertosaurus-Bonebed“ (ein von Fossilien von mehr als 20 Individuen des Tyrannosauriers Albertosaurus sarcophagus dominiertes Knochenlager) im Dry Island Buffalo Jump Provincial Park; weitere Funde von Zehenknochen stammen von Fundstellen in der Nähe. Diese Fossilien wurden bereits während einer zwischen 2000 und 2003 von Philip J. Currie geleiteten Grabung gefunden und im Royal Tyrrell Museum of Palaeontology aufbewahrt. Hier wurden sie 2006 von Nicholas R. Longrich identifiziert.
Eine phylogenetische Analyse des Fossilmaterials ergibt eine enge Verwandtschaftsbeziehung (Schwestergruppenverhältnis) zu den asiatischen Mononykinae. Dieser Befund stimmt mit der Hypothese von einem Ursprung der Alvarezsaurier in Südamerika überein, die sich über Nordamerika bis nach Asien ausbreiteten. 

## Paläobiologie und -ökologie
Wie bei anderen Alvarezsauriden waren die kurzen aber kräftigen Vordergliedmaßen von Albertonykus an eine grabende Funktion angepasst. Sie waren jedoch zu klein für die Anlage von Erdbauen und der Dinosaurier nutzte sie daher sehr wahrscheinlich für das Graben in Insektennestern. Nach Analyse des Fossilberichts der in Frage kommenden Staaten bildenden Insekten können sowohl Ameisen als auch Hügelnester bauende Termiten als mögliche Nahrungsressource ausgeschlossen werden. Ameisen waren in den Ökosystemen der Kreidezeit noch kaum vertreten und Hügel bauende Termiten hatten sich noch nicht entwickelt; sie erschienen nicht vor dem Eozän. Folglich kommen nur Holz besiedelnde Termiten für die Insektenprädation in Betracht. Entsprechende Spurenfossilien in verkieseltem Holz aus der Horseshoe-Canyon-Formation stützen diese Hypothese: Im Holz finden sich häufig Gangsysteme, die denen der heute lebenden primitiven Termitenfamilie Termopsidae ähneln.